# Lucius Shepard
Lucius Shepard (n. 21 august 1947, Lynchburg, Virginia - d. 18 martie 2014, Portland, Oregon) a fost un scriitor american. Considerat un scriitor de science fiction și fantasy, trece deseori granița altor genuri, cum ar fi realismul magic. În opera sa se întrepătrund cu sensibilitate elemente politice și istorice, precum și recunoașterea antecedentelor literare. Prima povestire a lui Shepard a apărut în 1983, iar primul său roman, Green Eyes, a apărut în 1984. În acea vreme a fost considerat ca făcând parte din mișcarea cyberpunk. Shepard a început să scrie târziu, urmând mai întâi de o carieră diversificată, cântând rock and roll în Vestul Mijlociu sau călătorind prin Europa și Asia.
Pentru opera sa science fiction, Lucius Shepard a fost recompensat cu câteva premii: în 1985 a câștigat premiul John W. Campbell pentru "Cel mai bun scriitor nou", urmat în 1986 de un premiu Nebula pentru "Cea mai bună nuvelă" ("Permisia"), care va deveni ulterior parte a romanului din 1987 Life During Wartime. Nuvela sa, "Barnacle Bill the Spacer", a câștigat premiul Hugo în 1993. Poemul său, "White Trains", a câștigat premiul Rhysling în 1988. Culegerea de povestiri Sfârșitul Pământului a câștigat premiul World Fantasy în 1992.  Nuvela "Vacancy" a câștigat premiul Shirley Jackson în 2008.
Lucius Shepard locuiește în Portland, Oregon.

## Teme și evoluție
De-a lungul carierei sale, Shepard a abordat diverse teme. În operele timpurii, a scris în mod special despre America Centrală. Acestea includ atât povestiri de factură science-fiction despre războaie cu tehnologii avansate purtate în junglă în viitorul apropiat (cum sunt "Permisia" și "Salvador"), cât și povestiri care par a aparține mai curând realismului magic. Multe dintre acestea, cum ar fi "Coralul negru" (în care este vorba despre un american care trăiește pe o insulă lângă Honduras) și "Vânătorul de jaguari" (povestea unui om obligat să vâneze un jaguar negru mitic, pe care oamenii îl consideră sacru), explorează confruntările culturale. Shepard a călătorit mult în America Centrală, trăind acolo o vreme; într-o serie de interviuri a afirmat credința sa că Administrația Bush va ataca acea zonă.
Mare parte a anilor '90, Shepard a încetat să scrie ficțiune, reluând activitatea la sfârșitul decadei. Printre operele create în acea perioadă se numără și nuvela "Radiant Green Star", care a câștigat premiul Locus pentru "Cea mai bună nuvelă" în 2001. Deși scrie încă ficțiune a cărei acțiune se petrece în America Centrală, interesul lui Shepard pare a migra spre nord: recent, a publicat două nuvele scurte, "A Handbook of American Prayer" și "Viator", ambele având ca și cadru America de Nord. În aceeași notă se încadrează și operele publicate în ultima vreme, în care cultura și geografia ocupă un loc secundar (un prim exemplu îl constituie nuvela "Jailwise"), elementul central devenind întrebările mai ample, cum ar fi rolul justiției în societate.
Mare parte a operei recente a lui Shepard nu aparține ficțiunii. El a făcut cercetări legate de FTRA (un grup de americani nomazi fără locuință), petrecându-și o vreme pe drumuri și scriind atât opere de ficțiune, cât și de non-ficțiune bazate pe aceste experiențe. El scrie regulat recenzii pentru The Magazine of Fantasy & Science Fiction și electricstory.com. Recenziile sale privesc în general starea actuală a filmului american.
După spusele autorului James Patrick Kelly, Shepard este un fan dedicat al sportului, care s-a inspirat deseori în scrierile sale din momente sportive dramatice.
Shepard este profund nemulțumit de actuala situație socio-politică din Statele Unite, fiind pesimist legat de perspectiva schimbării. În vara anului 2008 s-a mutat la Neuchâtel, Elveția, pentru a lucra la câteva scenarii. Alături de regizorul american Joe Dante, a făcut parte din juriul de la NIFFF (Festivalul Internațional de Film Fantastic din Neuchâtel).

### Romane și nuvele
- Green Eyes (1984)
- Life During Wartime (1987)
- The Scalehunter’s Beautiful Daughter (1988)
- The Father of Stones (1988)
- Kalimantan (1990)
- The Golden (1993)
- The Last Time (1995)
- Valentine (2002)
- Aztechs (2003)
- Louisiana Breakdown (2003)
- Colonel Rutherford’s Colt (2003)
- Floater (2003)
- Liar’s House (2004)
- A Handbook of American Prayer (2004)
- Viator (2004)
- Trujillo (2005)
- Softspoken (2007)
- Stars Seen through Stone (2007) în F&SF, iulie 2007
- The Taborin Scale (2010)

### Culegeri de povestiri
- The Jaguar Hunter (1987)

ro. Vânătorul de jaguari - editura Nemira 2008, traducere Laura Bocancios
- Nantucket Sleighrides (with Robert Frazier) (1988)
- The Ends of the Earth (1990)

ro. Sfârșitul Pământului - editura Nemira 2010, traducere Silviu Genescu
- Sports & Music (1994)
- Barnacle Bill the Spacer and Other Stories (1997; titlul ediție americane - Beast of the Heartland)
- Trujillo (2004)
- Two Trains Running (2004)
- Eternity and Other Stories (2005)
- Dagger Key and Other Stories (2007)
- The Best of Lucius Shepard (2008)
- Skull City and Other Lost Stories (2008)
- Vacancy & Ariel (2009)
- Viator Plus (2010)

### Non-ficțiune
- Weapons of Mass Seduction (2005)
- With Christmas in Honduras: Men, Myths and Miscreants in Modern Central America (în pregătire)

### Recenzii de film
- Shepard scrie regulat recenzii de film pentru Magazine of Fantasy and Science Fiction.

### BD-uri
- Vermillion (1996–1997, serie BD, scriitor)

## Opera disponibilă online
- Abimagique*
- Emerald Street Expansions
- The Emperor
- The Jaguar Hunter
- Jailwise
- Liar's House
- The Night of White Bhairab[nefuncțională]
- Over Yonder
- Senor Volto
- A Walk in the Garden